# ハビエル・カジェハ
ハビエル・カジェハ（Javier Calleja Revilla, 1978年5月12日 - ）は、スペイン・マドリード出身の元サッカー選手。サッカー指導者。ポジションはミッドフィールダー。

## 経歴
セグンダ・ディビシオンB（実質3部）に属していたCDオンダでは17得点を挙げる。1999年、プリメーラ・ディビシオン（1部）からセグンダ・ディビシオン（2部）に降格したビジャレアルCFに移籍し、プリメーラ・ディビシオン再昇格を果たす。以後はレギュラー奪取とまではいかないものの、貴重な控え選手として2005-06シーズンまでビジャレアルに在籍した。
2006年にマラガCFに移籍し、中盤の核に成長した。2007-08シーズンはセグンダ・ディビシオンで2位になり、プリメーラ・ディビシオン昇格を果たした。アドリアーノ・ロサートの深刻な怪我により、2008-09シーズンは左サイドバックとしてプレーすることが多かった。マラガとの契約終了に伴い、2009年6月12日に2年＋1年契約でCAオサスナに移籍した。2009-10シーズンは主に途中出場で22試合に出場した。
2017年9月25日、ビジャレアルCFの監督に就任した。2018年12月10日に一旦退任したが、2019年1月29日に再び就任した。
2021年4月5日、デポルティーボ・アラベスの監督に就任した。
2022年10月16日、レバンテUDの監督に就任した。2023-24シーズンも引き続き開幕から指揮を執っていたが、2024年2月19日に成績不振によって解任された。

## 監督成績
2024年2月19日現在
| クラブ         | 国           | 就任           | 退任           | 記録 | 記録 | 記録 | 記録 | 記録 | 記録 | 記録 | 記録   |
| クラブ         | 国           | 就任           | 退任           | 試   | 勝   | 分   | 敗   | 得   | 失   | 差   | 勝率   |
| -------------- | ------------ | -------------- | -------------- | ---- | ---- | ---- | ---- | ---- | ---- | ---- | ------ |
| ビジャレアル B | スペインの旗 | 2017年5月26日  | 2017年9月25日  | 6    | 4    | 2    | 0    | 7    | 2    | +5   | 066.67 |
| ビジャレアル   | スペインの旗 | 2017年9月25日  | 2018年12月10日 | 65   | 25   | 18   | 22   | 100  | 80   | +20  | 038.46 |
| ビジャレアル   | スペインの旗 | 2019年1月29日  | 2020年7月19日  | 66   | 32   | 12   | 22   | 113  | 85   | +28  | 048.48 |
| アラベス       | スペインの旗 | 2021年4月5日   | 2022年12月28日 | 29   | 9    | 6    | 14   | 31   | 41   | −10  | 031.03 |
| レバンテ       | スペインの旗 | 2022年10月16日 | 2024年2月19日  | 68   | 29   | 27   | 12   | 85   | 61   | +24  | 042.65 |
| 合計           | 合計         | 合計           | 合計           | 234  | 99   | 65   | 70   | 336  | 269  | +67  | 042.31 |

## タイトル

### 指導者時代
ビジャレアルCF
- UEFAインタートトカップ：2回（2003、2004）